# فلافيو ألونسو
فلافيو ألونسو (بالإسبانية: Flavio Alonso)‏ هو سائق رالي إسباني، ولد في 11 مايو 1968.

## روابط خارجية
- فلافيو ألونسو على موقع eWRC-results.com (الإنجليزية)